# Puchar Ameryki Północnej w snowboardzie 2020/2021
Puchar Ameryki Północnej w snowboardzie w sezonie 2020/2021 – kolejna edycja tej imprezy. Cykl ten miał rozpocząć się 26 stycznia 2021 roku w kanadyjskim ośrodku narciarskim Mount St. Louis Moonstone zawodami w slopestyle'u, a zakończyć się 25 marca 2021 roku w Canada Olympic Park w Kanadzie zawodami w big air. Wszystkie zaplanowane konkursy zostały jednak odwołane.